# Bisdom Araçuaí
Het bisdom Araçuaí (Latijn: Dioecesis Arassuahyensis) is een rooms-katholiek bisdom met als zetel Araçuaí, in Brazilië. Het bisdom is suffragaan aan het aartsbisdom Diamantina.

## Geschiedenis
Het bisdom werd opgericht op 25 augustus 1913, uit delen van het bisdom Diamantina.

## Parochies
Het bisdom had in 2020 een oppervlakte van 23.526 km2 en telde 429.375 inwoners waarvan 70,1% rooms-katholiek was.

## Bisschoppen
- Serafim Gomes Jardim (12 maart 1914 - 26 mei 1934)
- José de Haas (20 maart 1937 - 1 augustus 1956)
- José Maria Pires (25 mei 1957 - 2 december 1965)
- Altivo Pacheco Ribeiro (27 juni 1966 - 10 november 1973)
- Silvestre Luís Scandián (4 januari 1975 - 18 augustus 1981)
- Crescênzio Rinaldini (10 mei 1982 - 8 augustus 2001)
- Dario Campos (8 augustus 2001 - 23 juni 2004; coadjutor sinds 5 juli 2000)
- Severino Clasen (11 mei 2005 - 6 juli 2011)
- Marcello Romano (13 juni 2012 - 25 maart 2020)
  - José Carlos Brandão Cabral (apostolisch administrator: 25 maart 2020 - 6 februari 2021)
- Esmeraldo Barreto de Farias (18 november 2020 - heden)

Diamantina (aartsbisdom) · Almenara · Araçuaí · Guanhães · Teófilo Otoni